# Luigi Celeghin
Luigi Celeghin (Briana, 19 agosto 1931 – Roma, 15 dicembre 2012) è stato un musicista e organista italiano.

## Biografia
Inizia presto a fare le prime esperienze concertistiche, suonando negli anni '50 l'organo nelle chiese parrocchiali di Briana e Noale in provincia di Venezia.
Professore di organo e composizione organistica al conservatorio Santa Cecilia di Roma dal 1975 al 2002, è stato ispettore onorario del ministero per i beni e le attività culturali per la tutela degli organi antichi dell'intero territorio nazionale.
Presidente dell'associazione organistica del Lazio, fu fondatore e direttore artistico prima del concorso nazionale d'organo di Noale e poi del Città di Viterbo. Fu fondatore e direttore artistico dell'accademia organistica elpidiense. Suonò in diversi festival in diverse città del mondo, tra cui Tokyo, Londra, Berlino, Parigi, Madrid, New York, Mosca, Roma, Budapest e Praga.
Tenne numerosi seminari d'interpretazione organistica in Italia e all'estero tra cui i corsi indetti dalla Jeunesses musicales international. Frequente anche la sua partecipazione alle giurie di concorso nazionali e internazionali d'organo.
In collaborazione con le varie soprintendenze ai beni artistici e culturali d'Italia, Celeghin curò il restauro di opere di autori come Giuseppe Bonatti, Pietro Nacchini, Gaetano Callido, Innocenzo Cavazzani, Josef De Martino, Simone e Pietro Kirker, Angelo Morettini, Francesco La Grassa (Organo della chiesa di San Pietro a Trapani).
Celeghin adattò per tromba e organo l’Improvviso dell'angelo tratto dall'opera La visita meravigliosa di Nino Rota, che su espresso invito di Luigi Celeghin scrisse la Sonata per ottoni e organo.
Il 12 dicembre 2012, al termine di un suo concerto di musica contemporanea, tenutosi a Roma presso la Basilica di San Giovanni Battista dei Fiorentini, viene colto da un malore, e morì in città il 15 dicembre 2012.